# 温俊勇
温俊勇（1976年9月21日—），臺灣無黨籍政治人物，現任苗栗縣議員。出生於臺北縣，親民技術學院附設專科進修學校企業管理科、中華大學工業管理學碩士畢業。曾任第19及20屆苗栗縣頭份鎮鎮民代表、臺灣鄉鎮市民代表會聯合總會副總會長、第1至2屆苗栗縣頭份市市民代表。

## 早年生涯
温俊勇出生於臺北縣（今新北市），成長於苗栗縣頭份鎮，原籍是三灣鄉銅鏡村的温姓望族，包括當地鄉長温志強、前鄉代會主席温布鑑皆為其同宗，父親温橋本曾經參選頭份里長，妹妹温宜靜是苗栗縣第19屆縣議員，求學時期就讀於頭份當地中小學，而後考取親民技術學院企管科，並接續於中華大學獲得工業管理學碩士學位，畢業後除參與選舉並當選民代外，也擔任頭份國小家長會長，成為網路社群「我是頭份人」臉書創辦人。

## 政治生涯
温俊勇曾當選1屆頭份鎮鎮民代表、2屆市民代表及2屆市民代表會主席，2015年7月，在多數代表贊同之下，以鎮代會主席身分落槌，通過頭份鎮改制為縣轄市議案。
2019年12月，登記參選2020年第10屆苗栗縣第二選舉區立法委員，主要對手為中國國民黨籍時任立委徐志榮，民主進步黨籍候選人徐定禎，提出爭取醫療院所進駐苗栗、全力推動觀光產業、以夜市文化帶動地方觀光等政見，競選期間以溫馨茶會形式，取代傳統喧囂造勢的場面，選舉結果獲得1萬9418票，未能挑戰成功。
2022年，温俊勇參選苗栗縣議員，當選。

## 選舉紀錄
| 年度 | 選舉屆數                   | 選舉區           | 所屬政黨 | 得票數 | 得票率 | 當選標記 | 備註 |
| ---- | -------------------------- | ---------------- | -------- | ------ | ------ | -------- | ---- |
| 2010 | 第十九屆頭份鎮鎮民代表選舉 | 頭份鎮第二選舉區 | 無黨籍   | 2,157  | 20.54% |          |      |
| 2014 | 第二十屆頭份鎮鎮民代表選舉 | 頭份鎮第二選舉區 | 無黨籍   | 2,330  | 21.11% |          |      |
| 2018 | 第一屆頭份市市民代表選舉   | 頭份市第二選舉區 | 無黨籍   | 3,576  | 29.94% |          |      |
| 2020 | 第十屆立法委員選舉         | 苗栗縣第二選舉區 | 無黨籍   | 19,418 | 11.53% |          |      |
| 2022 | 第二十屆苗栗縣議員選舉     | 苗栗縣第五選舉區 | 無黨籍   | 4,339  | 7.39%  |          |      |

## 外部連結
- 温俊勇的Facebook專頁